# Anhalt-Pless
El comtat o principat d'Anhalt-Pless fou un estat del Sacre Imperi Romanogermànic.
Va sorgir el 1755 a la mort d'August Lluís d'Anhalt-Köthen quan el seu fill gran Carles Jordi va rebre Köthen i el segon Frederic Erdmann els drets a l'herència del principat mediatitzat de Pless dins de Brandenburg-Prússia que va poder recollir el 1765. El 1846 la línia es va extingir i l'hereu del darrer príncep fou el duc d'Anhalt-Köthen però això només va afectar les possessions personals, ja que el títol i dominis van passar segons les regles hereditaris vigents a Pless a un nebot, Joan Enric X, comte d'Hochberg senyors de Furstentein a Silèsia. A la caiguda de la monarquia el 1918 només el títol va subsistir; Pless va passar a Polònia el 1945.

## Prínceps d'Anhalt-Pless
- Frederic Erdmann (1755)1765-1797
- Ferran (a Köthen 1818) 1797-1818 (+1830)
- Enric (a Köthen 1830) 1818-1830 (+ 1846)
- Lluís 1830-1840
- Enric (restaurat) 1840-1846

### dinastia Hochberg
- Joan Enric I (duc 1846-50, príncep 1850-1855) 1846–1855
- Joan Enric II (com a duc) 1855–1907
- Joan Enric III (príncep de Pless) 1907–1938 (titular des de 1918)
- Joan Enric IV 1938–1984 (titular)
- Alexandre Frederic Guillem gener-febrer de 1984
- Bolko Constantine Stanislaus 1984-